# Коприваров, Милан
Милан Коприваров (болг. Милан Коприваров; род. 20 июля 1983 года в Софии) — болгарский футболист, полузащитник.

## Карьера
Милан - воспитанник футбольной школы «Левски». До дебюта в составе команды он играл на правах аренды в клубе «Родопа Смолян». В 2005 году новый главный тренер «Левски» Станимир Стойлов активно ставил молодёжь в основной состав, включая Милана. Некоторое время он был ключевым игроком команды и даже вызывался в сборную Болгарии, за которую провёл две встречи в 2005 году. 8 января 2008 года Милан перешёл в софийскую «Славию». В этом клубе он играл очень редко и в 2010 году уходил на правах аренды в «Локомотив» из Мездры. В 2010 году Милан пополнил состав скромного австрийского клуба «Вельс», где играет до сих пор.

## Достижения
- Чемпион Болгарии (2): 2005/06, 2006/07
- Победитель Кубка Болгарии (1): 2006/07
- Победитель Суперкубка Болгарии (2): 2005, 2007